# Lazar
Lazar je moško osebno ime in tudi priimek.

## Izvor imena
Ime Lazar izhaja iz latinskega imena Lazarus, to pa je kot grško Ladzaros iz hebrejskega imena Eleazar v pomenu »Bog je pomagal«.

## Različice imena
- moške oblike imena: Laza, Laze, Lazo
- ženske oblike imena: Laza, Lazarija, Lazarka

## Pogostost imena
Po podatkih Statističnega urada Republike Slovenije je bilo na dan 31. decembra 2007 v Sloveniji število moških oseb z imenom Lazar: 148.

## Osebni praznik
V koledarju je ime Lazar zapisano 12. aprila in 17. decembra.

## Tujejezične oblike
Lazarus, Lazzaro, Lazo, Eleazar itd.

## Zanimivost
- Po Novi zavezi je bil Lazar iz Betanije brat Marije in Marte ter Jezusov prijatelj. Po Janezovem evangeliju je Jezus Lazarja obudil od mrtvih (god 17. decembra).
- V zvezi z imenom Lazar, zlasti s svetopisemskim revežem Lazarjem, je nastalo več izrazov:

- v slovenščini je iz italijanščine prevzet izraz lazarét v pomenu »poljska vojaška bolnica«, nekdaj tudi »bolnica za nalezljive bolezni, na primer gobavce«.
- Iz francoščine smo dobili izraz lazarist, ki je nastal po samostanu Saint Lazare pri Parizu in pomeni »član reda, ki se ukvarja zlasti z misijonskim delom«.